# Naruto: Ninja Council 3
Naruto: Ninja Council 3, conocido en Europa como Naruto: Ninja Council European Version y en Japón como Naruto: Saikyō Ninja Daikesshu 4 DS (ＮＡＲＵＴＯ－ナルト- 最強忍者大結集4 DS?), es un videojuego para la consola portátil Nintendo DS, publicado en Europa, Japón y Norteamérica, basado en la serie de manga y anime Naruto. En el juego, del género Acción Aventura.
La compañía desarrolladora de este juego es Tomy; su fecha de salida en territorio japonés fue el 21 de abril de 2005. Alcanzó grandes ventas en sus primeras semanas de existencia, su próxima salida fue al mercado norteamericano para mayo de 2007, posteriormente salió el 5 de octubre de 2007 en Europa.

## El juego
- Se trata de hacer un total de 40 misiones, con distintos rangos según su dificultad.
- En el modo multijugador, 4 jugadores podrán hacer una misión juntos con multitarjeta.
- Tiene un modo de duelo para luchar un jugador contra CPU o bien multijugador.
- En el modo historia hay misiones y de cada X misiones aparecerá un nuevo personaje que al ser derrotado se podrá controlar.

### Historia
Este juego está basado en la historia de Naruto, estas estarán partidas en 40 misiones desde el principio hasta el momento en el que Sasuke Uchiha se enfrenta a Itachi Uchiha. Sin embargo en la versión nipona se encuentra la Batalla de Cursed Seal Sasuke contra Kyubi Naruto.
Cabe mencionar si bien el juego está basado en la Historia de Naruto, las misiones las podremos hacer con personajes que no las hayan hecho realmente, esto es si el jugador lo desea o si elige al personaje de la batalla en la Serie.
Otra de estas también son que la versión nipona tiene el igual de misiones pero con objetivos cambiados, tales están las batallas contra las formas Cursed de los 5 del sonido.

### Controles
Se usa la cruceta para mover y agachar al personaje, el botón A para saltar, el B para correr (manteniéndolo pulsado), el X para arrojar un arma (shurikens, kunais o agujas)siempre y cuando estén en el inventario. Si esto no pasa, el usuario lanzará un ataque que consiste en agarrar el enemigo y botarlo. El botón Y sirve para golpear. El botón R se usa para bloquear ataques (excepto los proyectiles y el de botar) y L para teletransportarse (sustitución)
Para realizar los ataques especiales del personaje en batalla se tiene que seleccionar el ataque en la pantalla táctil y luego superar un estilo de minijuego. También si se elige algún ataque especial que no sea del personaje en batalla, con este se tendrá que hacer lo mismo, aunque al momento de usarlo vendrá el personaje del ataque y lo ejecutara y luego se irá.

## Personajes
El juego tiene 28 personajes, algunos personajes principales que serán los que se controlan y un personaje secundario que aparecerá, hará su ataque especial y desaparecerá.

### Principales
- Naruto Uzumaki
- Sasuke Uchiha
- Sakura Haruno
- Chōji Akimichi
- Ino Yamanaka
- Shikamaru Nara
- Kiba Inuzuka
- Shino Aburame
- Hinata Hyūga
- Rock Lee
- Neji Hyūga
- Tenten
- Gaara
- Itachi
- Jiraiya
- Jirobo
- Kabuto Yakushi
- Kakashi Hatake
- Kankurō
- Kidōmaru
- Kisame Hoshigaki
- Might Guy
- Orochimaru
- Sakon
- Tayuya
- Temari
- Sarutobi
- Tsunade

### Secundario
Este será un personaje de Apoyo.
- Sarutobi

### Técnicas
Cada personaje, ya sea principal o secundario, tiene a menos una técnica secreta (excepto los cuatro del sonido)y única (excepto Kakashi y Sasuke, que comparten el Chidori):
- Naruto: Uzumaki Barrage, Toad Blade Cut, Rasengan
- Sasuke: Lions Barrage, Fire Style:Phoenix Flower Jutsu, Chidori
- Sakura: Cha! Barrage, Girl Power, Healing Jutsu
- Shikamaru: Shadow Possesion Jutsu
- Ino: Mind Destruction Jutsu
- Choji: Expansion Jutsu, Human Boulder
- Kankuro: Pupet Master Jutsu
- Temari:Wind Scythe Jutsu
- Gaara: Sand Coffin, Playing Possum Jutsu
- Kakashi:Lightning Blade, Earth Style: Fanged Pursuit Jutsu
- Gai: Burning Slap of Youth
- Kisame: Water Style: Water Shark Bomb Jutsu
- Itachi:Tsukuyomi, Amaterasu
- Sarutobi: Adamantine Nyoi
- Orochimaru: Snake Sword, Summuning Jutsu: Giant Snake
- Kabuto: Chackra Scalpel
- Tsunade: Summunig Jutsu: Giant Slime
- Jiraiya: Fire Style: Toad Flame Bomb
- Shino:Parasitic Insects Jutsu
- Hinata: 8 trigams: palm
- Kiba: Fang over Fang, Wolf Fang
- Tenten: Rising Twin Dragons
- Lee: Primary Lotus, Hidden Lotus
- Neji: 8 trigams: palm rotation, Byakugan, 8 trigams: 64 palms

Todas las técnicas se dividen en dos grandes grupos: técnicas que afectan a solo un enemigo, o que afecten a todos los enemigos en pantalla, aunque hay una excepción, el Healing Jutsu de Sakura, que cura al usuario solamente. Para activar la técnica, se debe tocar el nombre de la técnica que está ubicada en la pantalla táctil. Cuando la técnica se active, dependiendo de que tipo de técnica sea, así será el requisito para activarla. Por ejemplo, las técnicas que solo afectan a un enemigo generalmente para hacerlas funcionar se debe hacer girar un círculo en la pantalla táctil la dirección es indicada cuando la técnica se activan (la excepción es el Byakugan de Neji en el cual hay que tocar los puntos de chackra del enemigo, ubicados en la pantalla táctil). En el caso de las técnicas masivas, se debe tocar los símbolos que indique la técnica al ser activada, y luego, mover el Stylus de derecha a izquierda o de arriba abajo la dirección es indicada luego de completar el primer paso (en el caso de los jutsus de invocación, en vez del segundo paso, se debe mover el Stylus de izquierda a derecha en un pergamino de invocación).
- Datos: Q9048798